# 山皮
山皮，是臺灣臺中市神岡區的一個傳統地域名稱，位於該區西南部。相較於今日行政區，其範圍大致包括山皮里，以及未劃分里的臺中國際機場靠近山皮里邊界地帶。

## 歷史
台灣清治末期至日治初期，山皮地區為一街庄，稱為「山皮庄」，隸屬於捒東上堡。該庄西北與大突藔庄為鄰，東北與圳堵庄為鄰，東與神崗庄為鄰，東南邊為上員林庄、下員林庄，西南邊為六張犁庄、埔仔墘庄、公館庄、吳厝庄。
1901年（日治明治三十四年）11月，全台廢縣廳改設二十廳，該庄隸屬於臺中廳。1903年（明治三十六年）6月，該庄編入「神崗區」，仍隸屬於臺中廳。1909年（明治四十二年）10月，合併二十廳為十二廳，神崗區隸屬不變。1920年（大正九年），全台地方制度大改正，廢十二廳改設五州二廳，該庄改制為「山皮」大字，隸屬於臺中州豐原郡神岡庄。
戰後神岡庄改制為神岡鄉，隸屬於臺中縣，大字亦改制為村。1950年10月，中、彰、投分治，神岡鄉仍隸屬臺中縣。2010年12月，臺中縣市合併為直轄臺中市，神岡鄉改制為神岡區，村亦改制為里。

## 聚落
本地區發展較早的聚落為山皮，在日治期初期的官方地圖上已有記載。

## 交通
區道中77線（中山路）是神岡至橫山的道路，大致以東偏北－西偏南走向轉東北－西南走向經過本地區中部偏東南地帶。由該道路向東偏北可前往圳堵西南端、神岡市區西北側並止於區道中79線路口，向西南可前往埔子墘、十三寮、上橫山東南部、下橫山東北端並止於市道125號路口。

## 運動休閒
- 潭雅神自行車道：經過本地區東南部